# 豊島長吉
豊島 長吉（とよしま ちょうきち、1887年（明治20年）1月2日 - 1949年（昭和24年））は、日本の内務官僚。官選栃木県知事。

## 経歴
愛媛県大内郡黒羽村（香川県大川郡相生村大字黒羽、引田町を経て現東かがわ市黒羽）で、豊島九平、清の二男として生まれる。第一高等学校を卒業。1913年、東京帝国大学法科大学法律学科（独法）を卒業。同年11月、文官高等試験行政科試験に合格。内務省に入省し京都府属となる。
以後、長崎県理事官、地方視学官、福井県警察部長、愛媛県書記官・警察部長、長崎県書記官・警察部長、新潟県書記官・警察部長、神奈川県書記官・警察部長などを歴任。
1931年12月、栃木県知事に就任。阿久津村小作争議事件の解決に尽力。1932年6月28日、知事を休職となり、1933年7月8日に退官した。
その後、東京市に入り、麹町区長や総務局監査部長などを務めた。